# 無齒獸屬

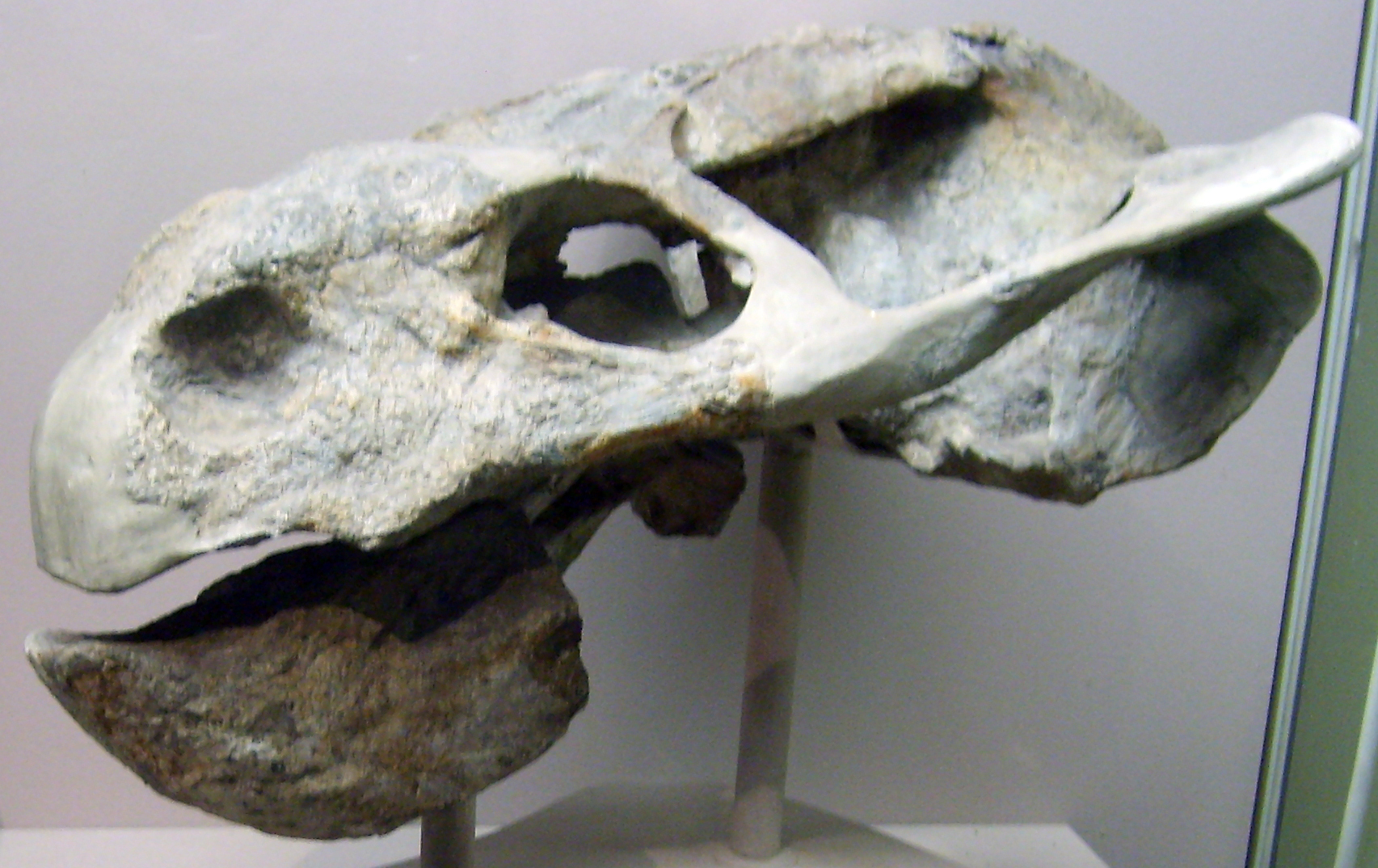
O. baini的頭顱骨

無齒獸屬（學名：Oudenodon）是已滅絕合弓綱的一屬，屬於異齒亞目的二齒獸下目，化石發現於非洲南部，生存年代為二疊紀晚期。無齒獸目前已有數個已命名種。模式種O. grandis以及O. bainii的化石發現於南非。O. luangwensis的化石發現於尚比亞。O. sakamenensis的化石發現於馬達加斯加，是已知唯一發現於馬達加斯加的獸孔目。

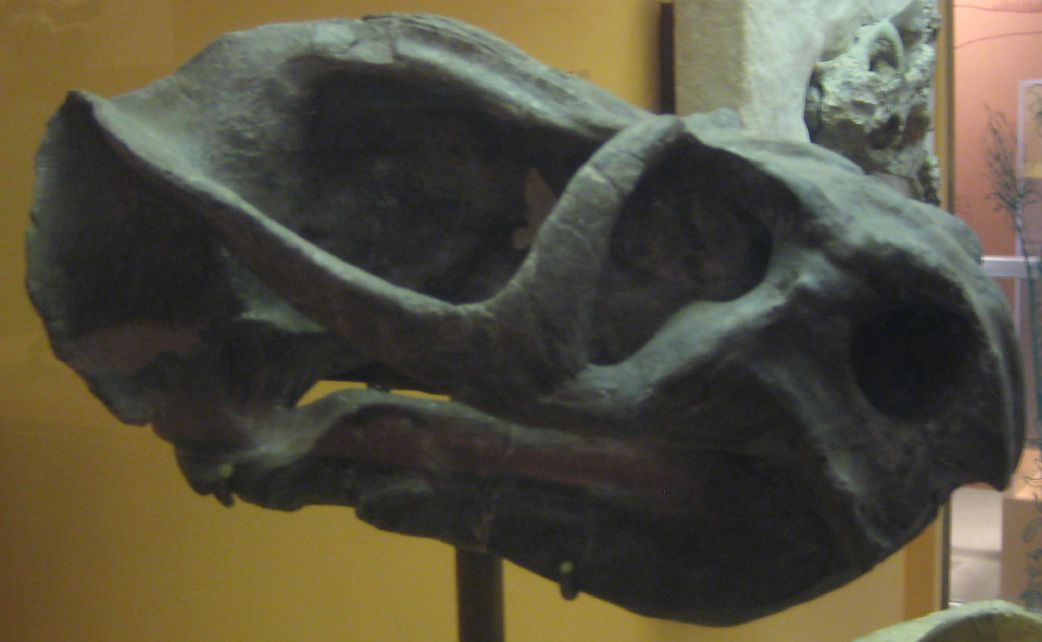
無齒獸的頭顱骨

無齒獸是無齒獸科的模式屬，無齒獸科還包含：Cteniosaurus、Tropidostoma、以及Rhachiocephalus。

## 外部連結
- 無齒獸 （页面存档备份，存于） - Paleobiology Database